# Szlovén kultúra
A szlovén kultúra, a szlovén nép gyorsan fejlődő nagy múltú öröksége, nagy szerepet játszik a nemzettudatban. Ez a jelentős szerep jól érthető annak fényében, hogy a XX. század végéig a szlovén nép nagyon ritkán rendelkezezett önálló államisággal, nem lehettek önálló kulturális intézményei sem.
Miután Szlovénia újra független állam lett, ismét lendületet kapott az önálló szellemi élet. Az ország vezetése jól segíti a kulturális javak terjedését, fejlődését az ország nagyobb városain túl is.

## Építészet és vizuális művészetek

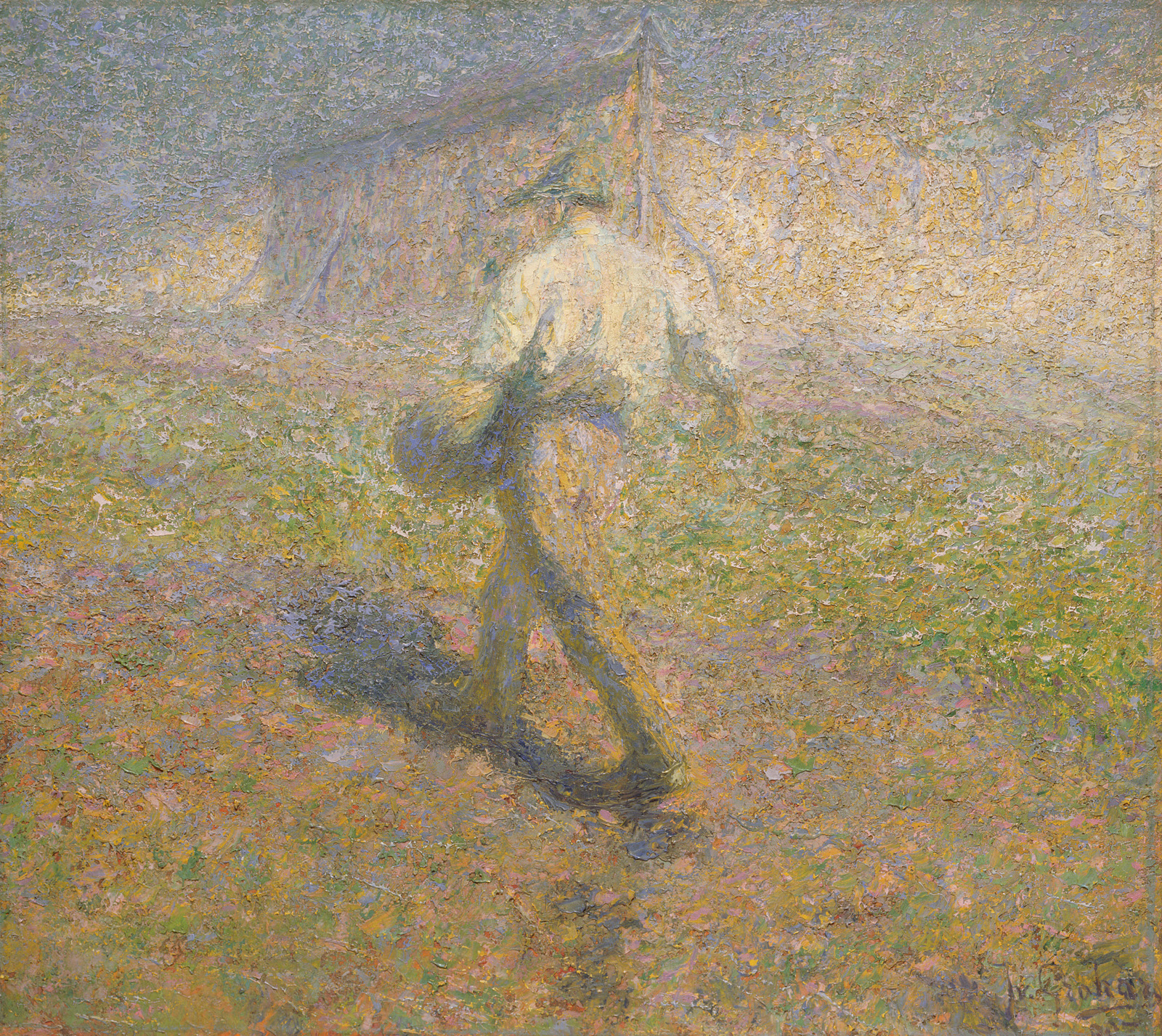
Ivan Grohar: A Magvető - Sejalec című festménye, mely a Szlovén Nemzeti Galériában is látható (1907)

A szlovén képzőművészet, építészet és formatervezés terén számos építész, tervező, festő, szobrász, fotóművész, grafikus, illusztrátor és konceptuális művész dolgozik. A szlovén vizuális művészek legrangosabb kiállítóhelyei a Szlovén Nemzeti Galéria és a Kortárs Művészetek Múzeuma.
A Szlovén Nemzeti Galériában található például Ivan Grohar: Sejalec című festménye is (1907), amely a szlovén nép egyik jelképe; az 5 centes pénzérme hátoldalán is szerepel.

## Zene
A szlovén zeneművészeti hagyományok ismert kezdetét jelenleg a reneszánsz Jacobus Gallus jelenti. A legismertebb szlovén vonatkozású zeneszerző az Itáliában hegedű-virtuózként ismert Giuseppe Tartini.
A XX.-XXI. század szintén nem nélkülözi a zeneművészeti hagyományokat. Szlovéniát megérintette az impresszionizmus és avantgárd, ennek köszönhetően a Szlovén Nemzeti opera- és balettszínháznak módjában áll ilyen műfajú szlovén műveket bemutatni illetve a Slavko Osterc zeneszerzőtől elnevezett Ansambel Slavko Osterc, vagyis Slavko Osterc Zenekar kortárs műveket, jellemzően kamaraműveket is bemutat.
A szlovén zeneipar legismertebb képviselői ma a Laibach és a vokálos Perpetuum Jazzile együttesek.